# Aelurillus cognatus
Aelurillus cognatus är en spindelart som först beskrevs av Pickard-Cambridge O. 1872.  Aelurillus cognatus ingår i släktet Aelurillus och familjen hoppspindlar. Inga underarter finns listade i Catalogue of Life.